# Panaqolus
Panaqolus (лат.) — род лучепёрых рыб из семейства кольчужных сомов, обитающий в Южной Америке. Научное название выведено из Panaque.

## Описание
Общая длина представителей этого рода колеблется от 6 до 15 см. Внешностью похожи на сомов рода Panaque. Голова умеренно широкая, морда уплощенная сверху, с одонтодами (кожными зубчиками). По бокам рта имеются 2 усика. Глаза среднего размера. Рот представляет собой присоску. Туловище коренастое, покрыто костными пластинками. Хвостовой стебель с небольшими одонтодами. Спинной плавник большой, длинный, с 1-2 жёсткими лучами. Жировой плавник маленький, расположен близко к спинному. Грудные и брюшные плавники широкие. У самцов есть острый генитальный сосочек, у самок он большой, округлый, выпуклый. Анальный плавник вытянутый, с короткой основой. Хвостовой плавник с большой выемкой, лучи разветвлённые.
Окрас чёрный, тёмно-серый, коричневый, бежевый с контрастными белыми, оранжевыми, тёмно-коричневыми или чёрными полосками, реже — с пятнами и пятнышками.

## Образ жизни
Это бентопелагическая рыбы. Встречаются в реках со средним и медленным течением. Днём прячутся среди коряг и камней. Активны в сумерках и ночью. Питаются водорослями и мелкими частицами древесины.

## Размножение
Самка откладывает икру в пещерках. Самец постоянно охраняет кладку.

## Распространение
Обитают в реках Напо, Укаяли, Марони.

## Классификация
На апрель 2018 года в род включают 11 видов:
- Panaqolus albivermis Lujan, Steele & Velasquez, 2013
- Panaqolus albomaculatus (Kanazawa, 1958)
- Panaqolus changae (Chockley & Armbruster, 2002)
- Panaqolus claustellifer M. Tan, L. S. Souza & Armbruster, 2016
- Panaqolus dentex (Günther, 1868)
- Panaqolus gnomus (Schaefer & D. J. Stewart, 1993)
- Panaqolus koko Fisch-Muller & Covain, 2012
- Panaqolus maccus (Schaefer & D. J. Stewart, 1993)
- Panaqolus nix Cramer & Rapp Py-Daniel, 2015
- Panaqolus nocturnus (Schaefer & D. J. Stewart, 1993)
- Panaqolus purusiensis (La Monte, 1935)